# آنا أندرسون (لاعبة هوكي الجليد)
آنا أندرسون (بالسويدية: Anna Andersson)‏ هي لاعبة هوكي الجليد سويدية، ولدت في 28 يناير 1982 في سودرتاليا في السويد.

## وصلات خارجية
- آنا أندرسون على موقع EliteProspects.com (الإنجليزية)
- آنا أندرسون على موقع Eurohockey.com (الإنجليزية)
- آنا أندرسون على موقع أوليمبيديا (الإنجليزية)
- آنا أندرسون على موقع اللجنة الأولمبية السويدية (السويدية)